# Nils Kahlén

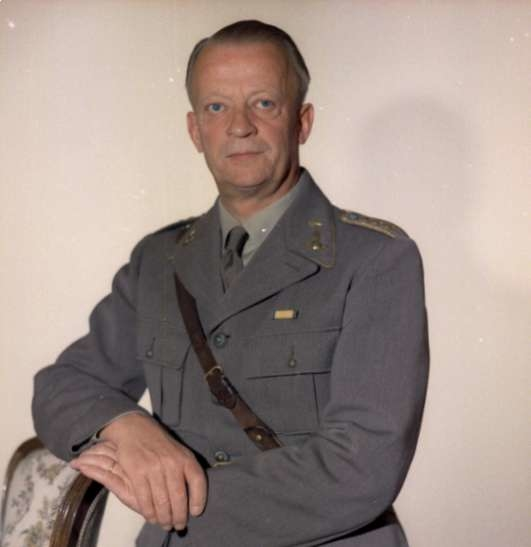
Nils Kahlén, 1960.

Nils Kahlén, född den 3 september 1900 i Gällivare församling, Norrbottens län, död den 15 januari 1981 i Uppsala, var en svensk militär.
Kahlén avlade studentexamen vid Nya elementarläroverket i Stockholm 1919 och officersexamen 1922. Han blev fänrik i reserven 1921, underlöjtnant vid Positionsartilleriregementet 1923, löjtnant där 1926, vid Smålands arméartilleriregemente 1928, kapten där 1936 och major vid Bodens artilleriregemente 1941. Kahlén var avdelningschef vid Arméns underofficersskola 1930–1934 och lärare vid Krigsskolan på Karlberg 1936–1941. Han blev major vid luftvärnet 1942 och befordrades till överstelöjtnant 1947 och överste 1953. Kahlén var chef för Luleå luftvärnskår 1953–1957 och chef för Karlsborgs luftvärnsregemente 1957–1960. Han blev riddare av Svärdsorden 1942, kommendör av samma orden 1957 och kommendör av första klassen 1960. Kahlén vilar på Uppsala gamla kyrkogård.